# Obed Nkambadio
Obed Nkambadio (Parigi, 7 febbraio 2003) è un calciatore francese, portiere del Paris FC.

## Carriera

### Club
Nkambadio è cresciuto nel settore giovanile del Paris FC ed ha firmato il suo primo contratto professionistico nel luglio del 2021. Dopo il ritiro di Vincent Demarconnay è stato designato come nuovo portiere titolare della prima squadra, con cui ha debuttato il 30 settembre 2023 nell'incontro di Ligue 2 pareggiato 2-2 contro l'Annecy.

### Nazionale
Ha giocato nelle nazionali giovanili francesi Under-17 ed Under-20.
Nel 2024 è stato convocato dalla nazionale olimpica francese per partecipare ai Giochi della XXXIII Olimpiade, dove vince la medaglia d'argento.

## Statistiche

### Presenze e reti nei club
Statistiche aggiornate al 24 luglio 2024.
| Stagione        | Squadra         | Campionato      | Campionato | Campionato | Coppe nazionali | Coppe nazionali | Coppe nazionali | Coppe continentali | Coppe continentali | Coppe continentali | Altre coppe | Altre coppe | Altre coppe | Totale | Totale | Totale |
| Stagione        | Squadra         | Comp            | Pres       | Reti       | Comp            | Pres            | Reti            | Comp               | Pres               | Reti               | Comp        | Pres        | Reti        | Pres   | Reti   |        |
| --------------- | --------------- | --------------- | ---------- | ---------- | --------------- | --------------- | --------------- | ------------------ | ------------------ | ------------------ | ----------- | ----------- | ----------- | ------ | ------ | ------ |
| 2020-2021       | Paris FC 2      | N3              | 2          | -2         |                 | -               | -               |                    | -                  | -                  |             | -           | -           | 2      | -2     |        |
| 2021-2022       | Paris FC 2      | N3              | 18         | -18        |                 | -               | -               |                    | -                  | -                  |             | -           | -           | 18     | -18    |        |
| 2022-2023       | Paris FC 2      | N3              | 19         | -29        |                 | -               | -               |                    | -                  | -                  |             | -           | -           | 19     | -29    |        |
| 2023-2024       | Paris FC        | L2              | 30+1       | -30,-2     | CF              | 0               | 0               |                    | -                  | -                  |             | -           | -           | 31     | -32    |        |
| Totale carriera | Totale carriera | Totale carriera | 70         | -81        |                 | 0               | 0               |                    | -                  | -                  |             | -           | -           | 70     | -81    |        |